# Flevo Boys
V.v. Flevo Boys is een Nederlandse amateurvoetbalclub uit Emmeloord in de provincie Flevoland. Het werd op 1 mei 1957 opgericht. De thuiswedstrijden worden op "Sportpark Ervenbos" gespeeld. Het is de grootste en hoogst spelende sportvereniging in de gemeente Noordoostpolder. 
Bij de start van de Topklasse werd de clubnaam gewijzigd in Flevo Boys Emmeloord. Vanaf 1 februari 2013 heet de club weer Flevo Boys. De club was in drie perioden 27 seizoenen actief op het hoogste amateurniveau, respectievelijk in de Eerste klasse, Hoofdklasse en Topklasse. Sinds het seizoen 2024/25 speelt de club in de Vierde divisie, de voormalige Hoofdklasse.

## Standaardelftal
De club werd in 1957 opgericht onder de naam Flevo Boys, in een periode dat voetballen op zaterdag steeds populairder werd. Mede door de groei van Emmeloord groeide ook Flevo Boys snel. Prestaties werden er ook geleverd. Al in 1971, veertien jaar na de oprichting, promoveerde het eerste elftal naar het tweede amateurniveau. In 1982, vlak voor het 25-jarig bestaan, werd de hoogste amateurklasse bereikt, toen was dat de Eerste klasse.
In de periode 1982-2005 werd er tweemaal gedegradeerd (1992 en 2004), maar kon het team in het daaropvolgende seizoen meteen weer promoveren. Het team handhaafde zich in de Hoofdklasse en kwalificeerde zich in het seizoen 2009/10 middels de derde plaats naar de nieuw te vormen Topklasse. De club degradeerde in het eerste seizoen uit de zaterdag Topklasse door als veertiende te eindigen in een competitie met zestien clubs en kwam daarna zes seizoenen in de Hoofdklasse uit. 
Na een seizoen (2017/18) in de Eerste klasse (inmiddels het vierde amateurniveau) keerde het team via de nacompetitie weer terug in de Hoofdklasse. In 2022 werd de Hoofdklasse hernoemd tot Vierde divisie. 
Flevo Boys deed meerdere keren mee aan de KNVB Beker voor profclubs, hierin heeft de club tegen meerdere eredivisieclubs gespeeld, zoals FC Groningen, Vitesse, Willem II en Fortuna Sittard.
1957: 1 mei, oprichting v.v. Flevo Boys
1968: promotie naar 4e klasse KNVB
1969: promotie naar 3e klasse
1971: promotie naar 2e klasse
1982: promotie naar 1e klasse
1992: degradatie naar 2e klasse
1993: promotie naar 1e klasse
1996: 1e klasse wordt Hoofdklasse
2004: degradatie naar 1e klasse
2005: promotie naar Hoofdklasse (via nacompetitie)
2007: 50-jarig bestaan van Flevo Boys
2010: gekwalificeerd voor Topklasse
2011: degradatie naar Hoofdklasse
2017: degradatie naar 1e klasse
2018: promotie naar Hoofdklasse
2022: debuut in Vierde Divisie (nieuwe naam van Hoofdklasse)
2023: degradatie naar 1e klasse via nacompetitie
2024: promotie naar Vierde Divisie

### Erelijst
Kampioen Tweede klasse: 1982, 1993
Kampioen Derde klasse: 1971
Kampioen Vierde klasse: 1969
Winnaar Districtsbeker Oost: 1991
Winnaar Districtsbeker Noord: 2018
Winnaar Districtsbeker Noord: 2019

### Competitieresultaten 1969–2023
| 1 4A |

| 5 3A |

| 1 3B |

| 10 2C |

| 10 2C |

| 6 2C |

| 5 2D |

| 9 2C |

| 5 2C |

| 5 2C |

| 3 2E |

| 7 2E |

| 5 2E |

| 1 2D |

| 13 1B |

| 9 1C |

| 7 1C |

| 2 1C |

| 11 1C |

| 10 1B |

| 12 1C |

| 5 1C |

| 11 1A |

| 14 1C |

| 1 2E |

| 6 1C |

| 10 1C |

| 9 1C |

| 12 C |

| 9 C |

| 6 C |

| 9 C |

| 6 C |

| 10 C |

| 11 C |

| 12 C |

| 3 1E |

| 8 C |

| 8 C |

| 7 C |

| 6 C |

| 4 C |

| 14 |

| 7 C |

| 12 C |

| 4 C |

| 6 C |

| 6 C |

| 13 B |

| 2 1D |

| 10 B |

| -- B |

| -- B |

| 7 B |

| 13 B |

| 2 |

| 3 D |

|  |

| Topklasse | Vierde divisie Hoofdklasse | Eerste klasse | Tweede klasse | Derde klasse | Vierde klasse |

In elke staaf van de grafiek staat van boven naar beneden vermeld: 
- Eindnotering

Dit is de positie die de club heeft bereikt in de competitie, zonder eventuele beslissings-, play-off- of nacompetitiewedstrijden die nodig zijn geweest om bijvoorbeeld de kampioen van de competitie te bepalen.
Indien een * achter het getal staat is de notering een tussenstand en kan het zijn dat de notering niet overeenkomt met de uiteindelijke eindstand van de competitie.
Staat er een - dan is het seizoen nog bezig en is er geen definitieve uitslag bekend.
Staat er xx op de positie van de notering, dan heeft de club vroegtijdig de competitie verlaten. Dit kan onder andere komen door terugtrekking van het team, faillissement van de club of door een uitgedeelde straf van de KNVB. In veel gevallen staat elders in het artikel de reden vermeld.
Staat er een ? dan is het resultaat uit het verleden onbekend, en is alleen de competitie of het niveau bekend van dat seizoen.
In de seizoenen 2019/20 en 2020/21 werd wegens de coronacrisis het amateurvoetbal afgebroken. Daardoor kennen deze staven geen eindklassering (middels -- weergegeven).
- Competitieniveau en afdelingsletter of Officiële eindstand Eredivisie
  - Competitieniveau en afdelingsletter

Hierbij geeft het getal het niveau weer, dat ook terug te vinden is in de legenda. De letter is de afdelingsaanduiding en wordt gebruikt wanneer er meer afdelingen zijn op hetzelfde niveau. De afdelingsletter is altijd een hoofdletter en wordt meestal zonder nummer gebruikt.
Voorbeeld: 2F is niveau 2e klasse competitie F.
Het competitieniveau en nummer wordt niet vermeld wanneer er slechts één competitie van dit niveau was.
  - Officiële eindstand Eredivisie (getal staat tussen haakjes vermeld)

Sinds de introductie van play-offwedstrijden voor Europees voetbal na afloop van de reguliere competitie in 2005/06, is de KNVB verplicht een eindstand van de Eredivisie door te geven aan de UEFA aan de hand van deze play-offwedstrijden.
Bij deze eindstand staan clubs die zich hebben gekwalificeerd voor Europees voetbal hoger dan clubs die zich niet wisten te kwalificeren. Indien er geen verschil was tussen de eindnotering en de officiële eindstand, staat dit getal niet vermeld.

- Onderafdeling

Hier staat afgekort de naam van de onderafdeling indien de club in dat jaar in een onderafdeling uitkwam. Tevens staat deze afkorting in de legenda en wordt gelinkt naar het artikel over deze onderafdeling. Deze afkorting wordt alleen vermeld wanneer de club in het verleden in verschillende onderafdelingen heeft gespeeld. Deze vermelding is in de staaf altijd in kleine letters. Deze onderafdelingen zijn na het seizoen 1995/96 afgeschaft. Heeft de club in slechts één onderafdeling gespeeld, dan is dit alleen terug te vinden in de legenda.
Onder de staaf staat het jaartal vermeld waarin het seizoen is afgesloten. 15 verwijst naar het seizoen 2014/15 of eventueel het seizoen 1914/15.
Wanneer een staaf leeg is, zijn deze gegevens niet bekend. Het kan ook zijn dat de club dat seizoen niet heeft meegespeeld op het hogere amateurniveau, vroegtijdig de competitie heeft verlaten of uit de competitie is gezet.

In het seizoen 1944/45 was er wegens de Tweede Wereldoorlog geen regulier competitievoetbal.

### Flevo Boys in de KNVB Beker
Dit schema laat de resultaten zien van Flevo Boys tegen profclubs in de KNVB Beker.
| Seizoen | Ronde    | Wedstrijd                    | Uitslag |
| ------- | -------- | ---------------------------- | ------- |
| 1986/87 | 1e ronde | Flevo Boys - Fortuna Sittard | 0-2     |
| 1999/00 | Groep 19 | Flevo Boys - SC Cambuur      | 4-1     |
| 1999/00 | Groep 19 | FC Zwolle - Flevo Boys       | 6-0     |
| 2001/02 | Groep 17 | Flevo Boys - AGOVV           | 0-3     |
| 2001/02 | Groep 17 | Flevo Boys - Go Ahead Eagles | 1-9     |
| 2006/07 | 2e ronde | Flevo Boys - Willem II       | 0-2     |
| 2010/11 | 3e ronde | Flevo Boys - Vitesse         | 0-6     |
| 2014/15 | 3e ronde | Flevo Boys - FC Groningen    | 1-8     |

## Bekende (oud-)spelers
- Murat Acikgoz
- Gor Agbaljan
- Gerald van den Belt
- Tess van Bentem
- Arjen Bergsma
- Kassim Bizimana
- Diederik Boer
- Age Hains Boersma
- Henk Buimer
- Johan Hansma
- Tjeerd Korf
- Chris Riemens
- Geert Arend Roorda
- Orlando Smeekes
- Erik Stolte
- Richard Stolte
- Dennis van der Wal

## Bekende (oud-)trainers
- Pieter Bijl

SC Bant · SC Creil · SC Emmeloord · SV Ens · SC Espel · Flevo Boys · FC Kraggenburg · VV Nagele · RKO · SVM Marknesse · VV Tollebeek · SV TONEGO · SV Urk